# Arquivo Nacional de Cabo Verde
O Arquivo Nacional de Cabo Verde (ANCV) é uma instituição governamental responsável pela gestão e conservação do património arquivístico de Cabo Verde. Situa-se na Avenida Combatentes da Liberdade da Pátria, em Chã de Areia, Praia.

## História

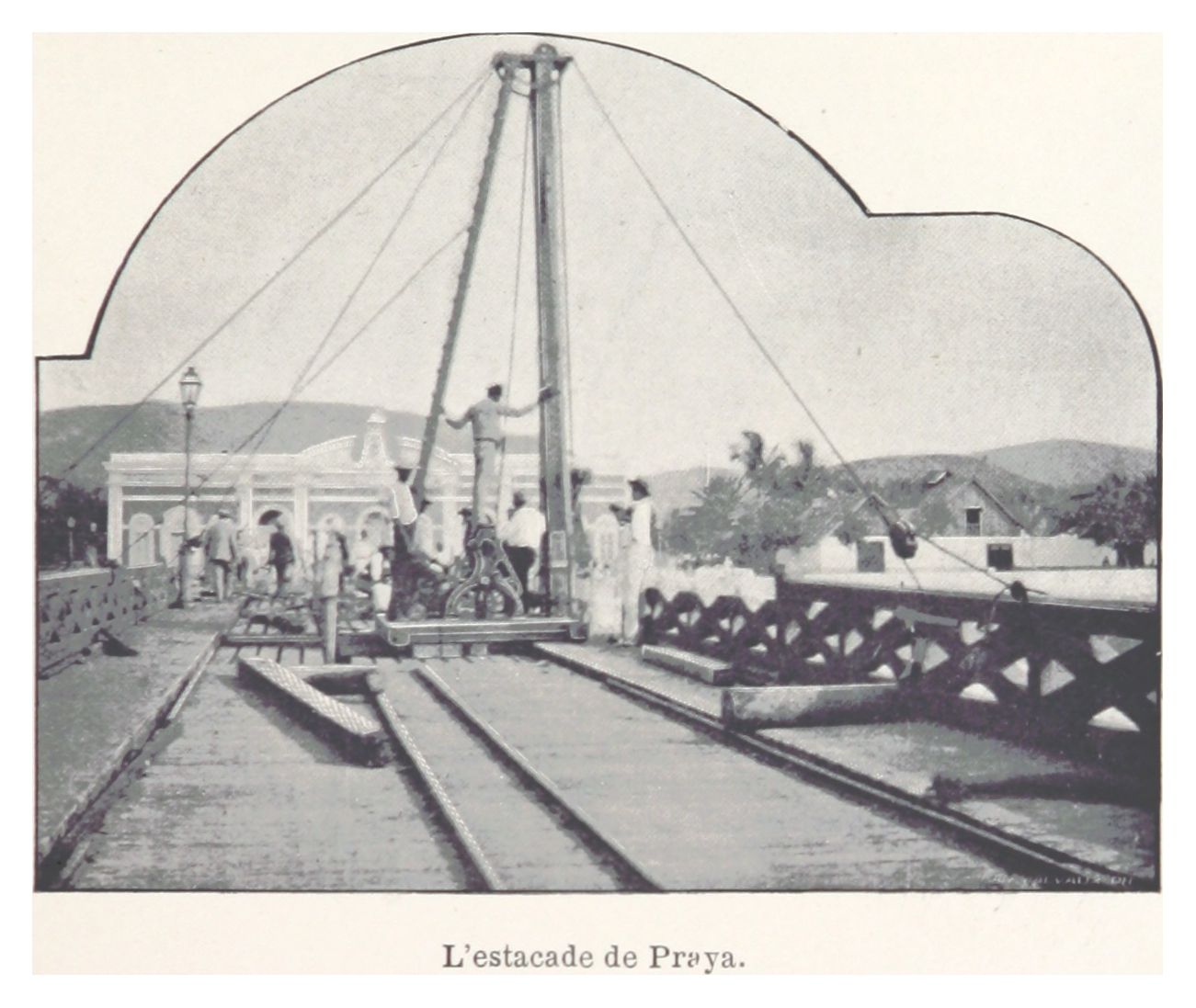
A ponte-cais e o antigo edifício da Alfândega da Praia (1899).

O Arquivo Histórico Nacional foi fundado a 31 de dezembro de 1988 pelo decreto número 123/88, com a finalidade de preservar, organizar e divulgar o património arquivístico cabo-verdiano. A 9 de dezembro de 2012, o governo de Cabo Verde aprovou uma nova estrutura orgânica do Ministério da Cultura, e a instituição passou a designar-se "Arquivo Nacional de Cabo Verde". Ocupa cerca de 6 000 metros, constituídos por livros de registos e documentos planeados pela administração central, câmaras municipais, igrejas, registos, notariados e tribunais.